# Покровська церква (Синявка)
Покровська церква — православний храм, пам'ятка архітектури та історії національного значення у Синявці.

## Історія
Постановою Ради Міністрів УРСР від 06.09.1979 № 442 «Про доповнення списку пам'яток містобудування і архітектури Української РСР, що перебувають під охороною держави» надано статус «пам'ятник архітектури республіканського значення» з охоронним № 1783.
Постановою Кабінету Міністрів України від 10.10.2012 № 929 «Про занесення об'єктів культурної спадщини національного значення до Державного реєстру нерухомих пам'яток України» надано статус «пам'ятника архітектури та історії національного значення» з охоронним № 250049-Н. Тим самим об'єкт виключається зі Списку пам'яток архітектури Української РСР, які перебувають під охороною держави.
Встановлено інформаційну дошку.

## Опис
Покровська церква — приклад народної дерев'яної монументальної архітектури Лівобережної України XVII—XVIII століть із трьох зрубів періоду бароко. Збереглася переважно у споконвічному вигляді, крім частково зміненого інтер'єру. Є ряд особливостей у конструкції. Поруч розташована могила українського кобзаря Петра Ткаченка.
Споруджена 1775 року (за іншими даними в 1706 році) на кошти П. Юницького.
Дерев'яна (сосна), шальована, триголова з 1-2- заломними (уступи) верхами, тридольна (трьохзрубна — 3 об'єми) по осі захід-схід: чотиригранний бабинець (притвор), восьмигранний неф і шестигранний вівтар. Північний і південний приділи, тамбур перед вхідними дверима бабинця були добудовані пізніше. Також з'явилися хори у бабині. Неф перекритий вісімком із двома заломами (уступами) над яким главка (барокової форми) на гухому ліхтарі. Восьмерик має віконні отвори по сторонах світла у вигляді хрестів. Бабинець і вівтар увінчуються однозаломними верхами над якими головки на ліхтарі. Інтер'єр був змінений: ліхтар центрального зрубу зашитий, з'явилися хори в бабинці, більша частина отвору між нефом і бабинцем була зашита. Жорсткості конструкції надають ригелі, прикрашені різьбленням. На рівні верхніх вінців західна і східна грані нефа з'єднується паралельно розташованими двома врубаними брусами, які з висотою врубаються в межі першого залому, утворюючи з півночі та півдня пазухи з трапецієподібними отворами. Західні двері прикрашені різьбленими наличниками.
Церква була передана релігійній громаді.

## Галерея

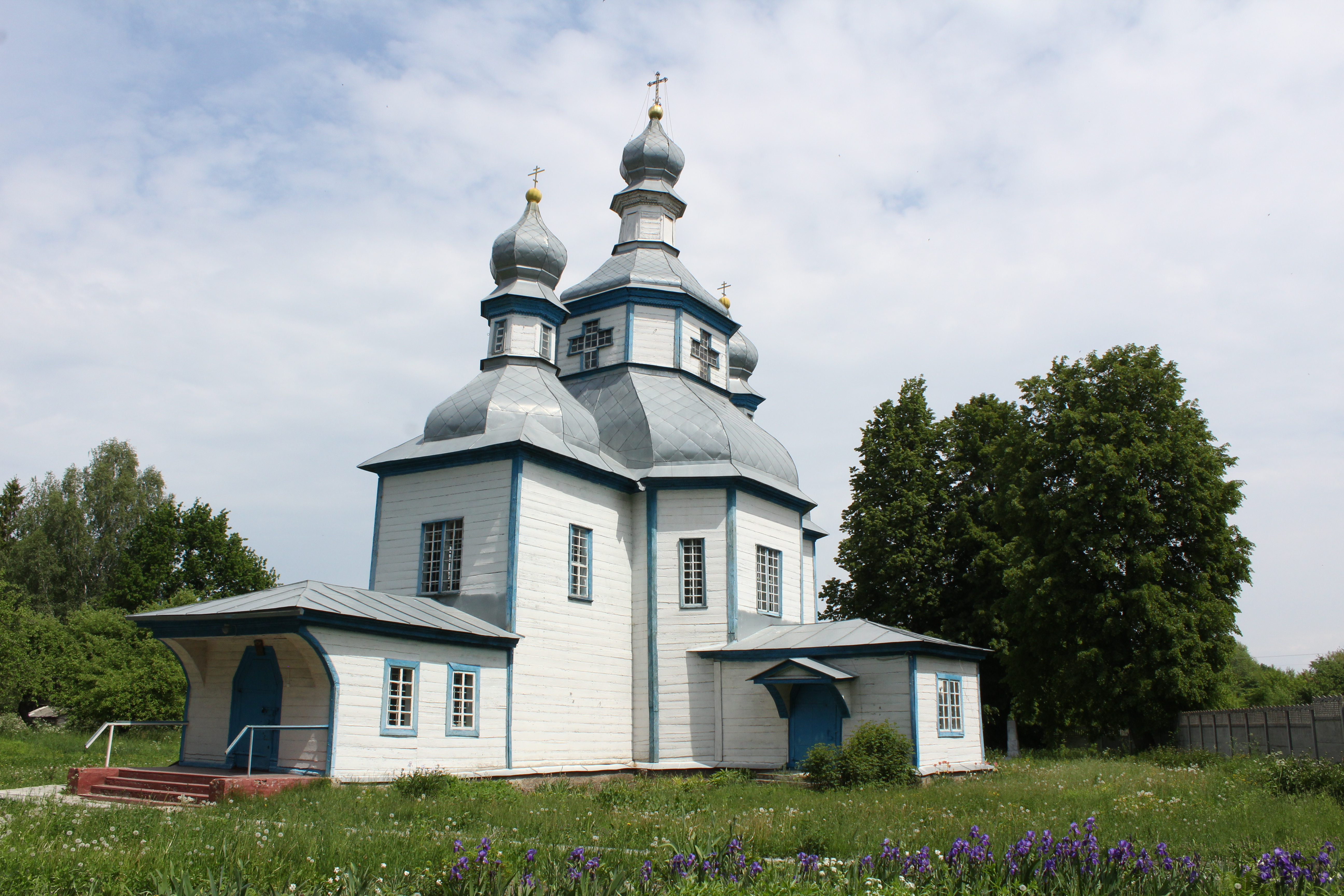
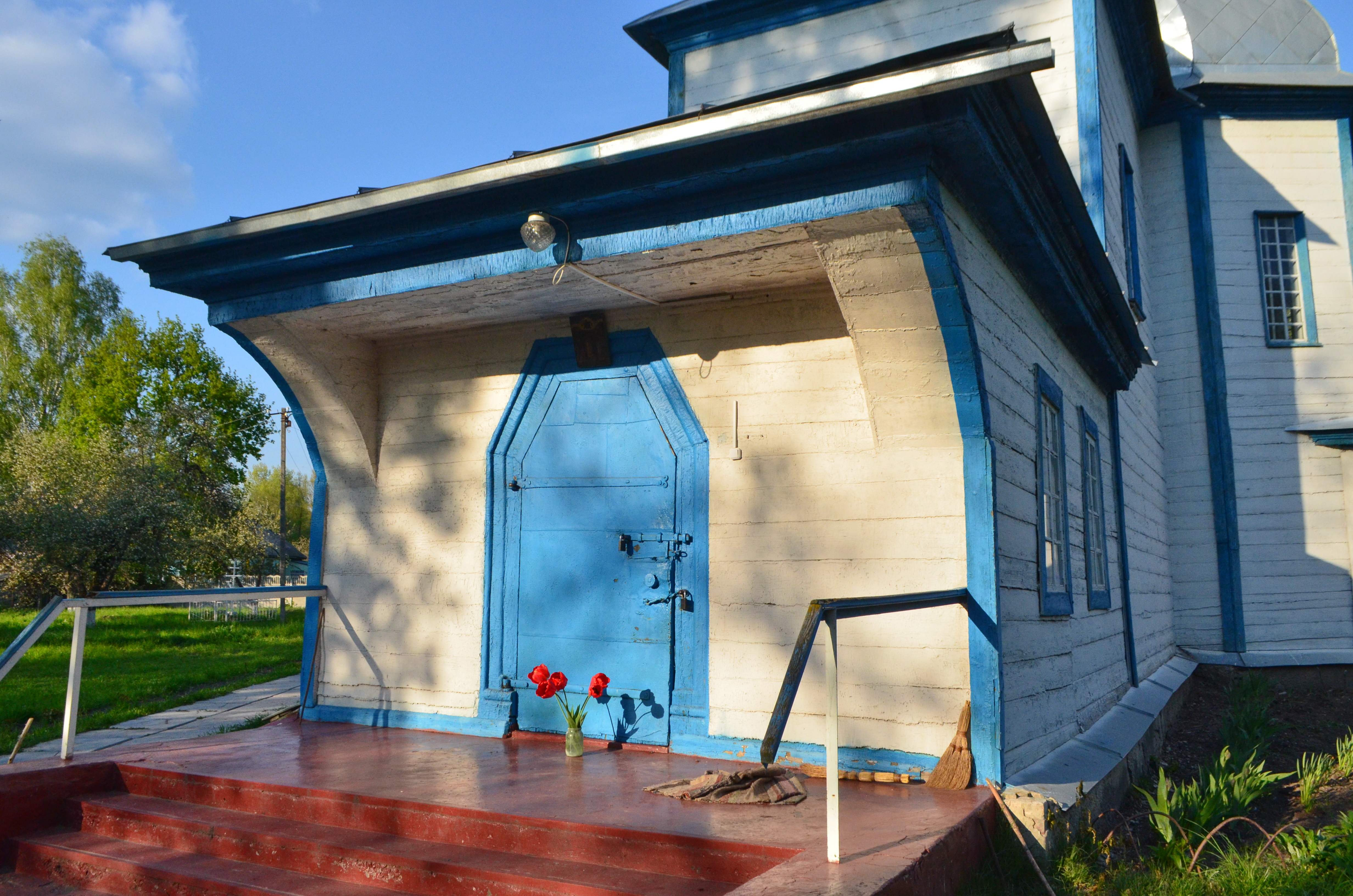
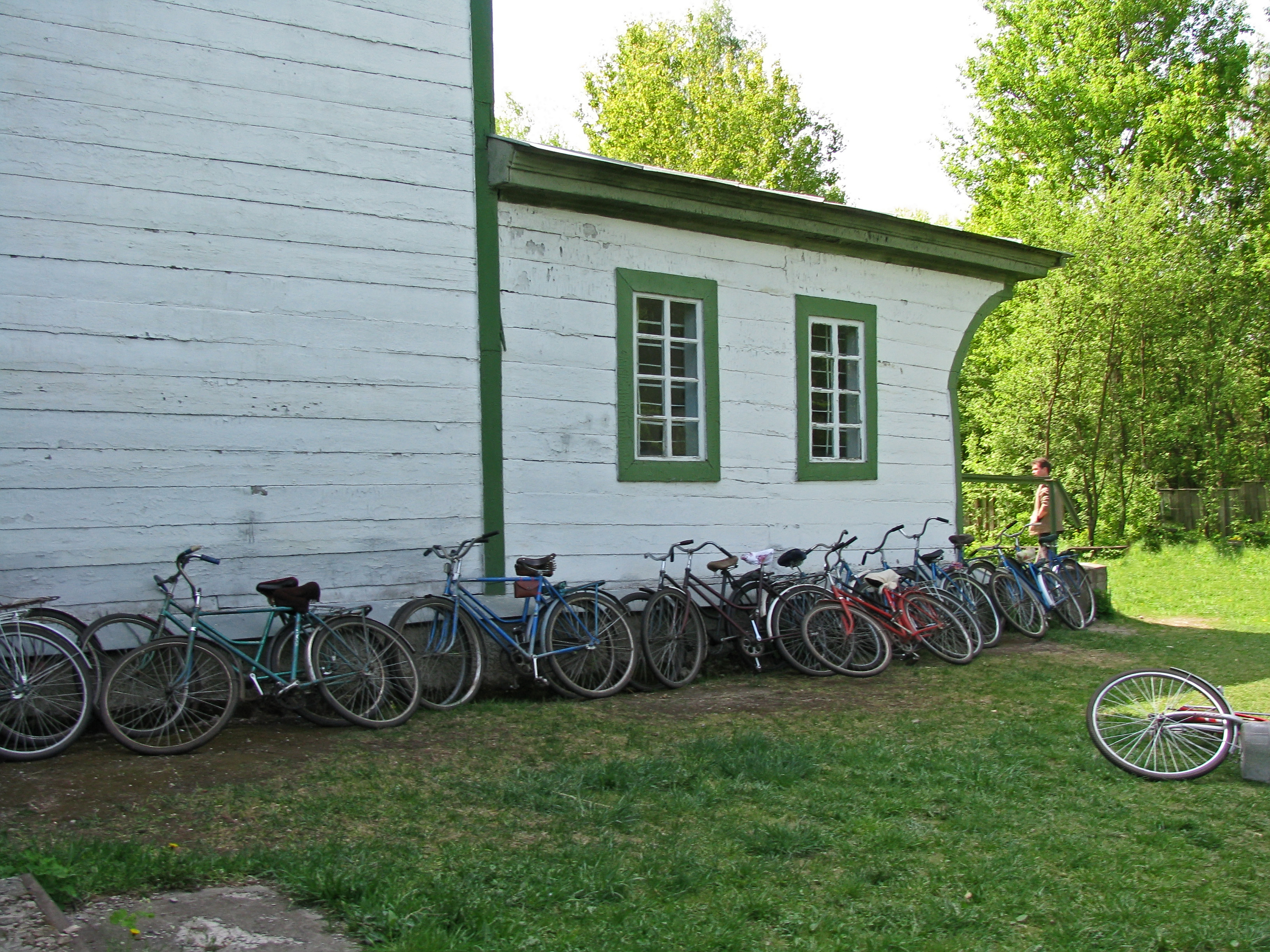
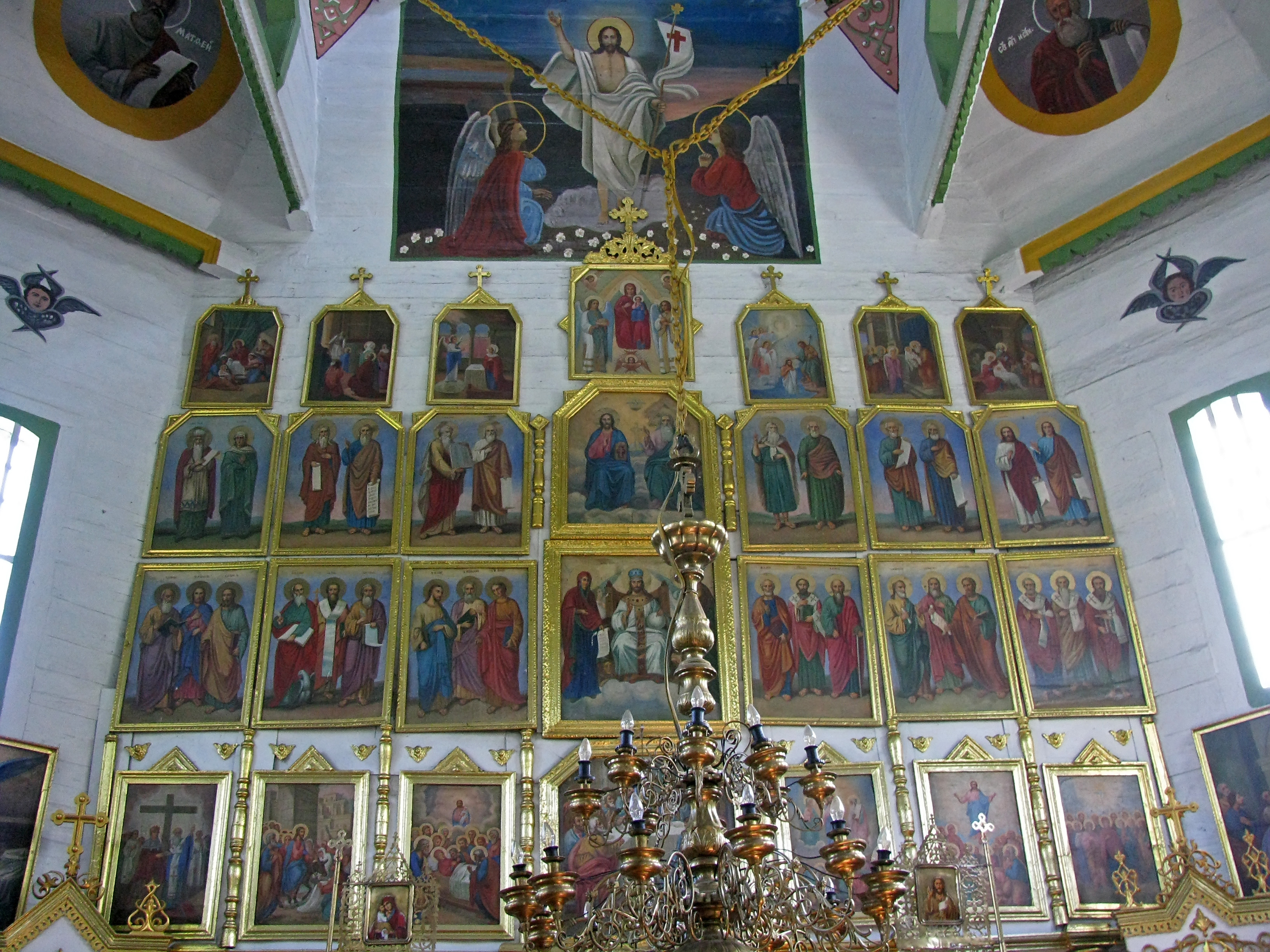
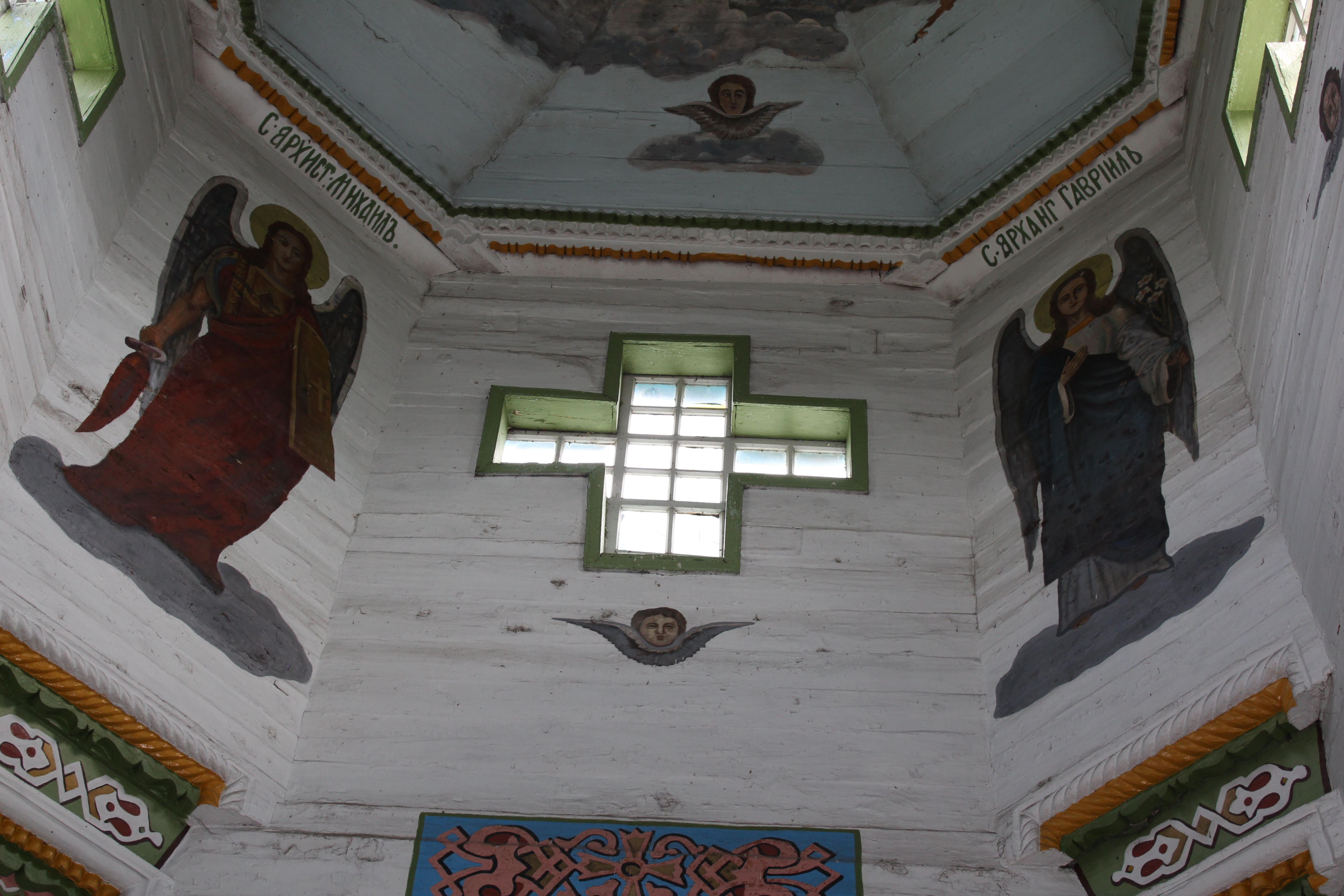
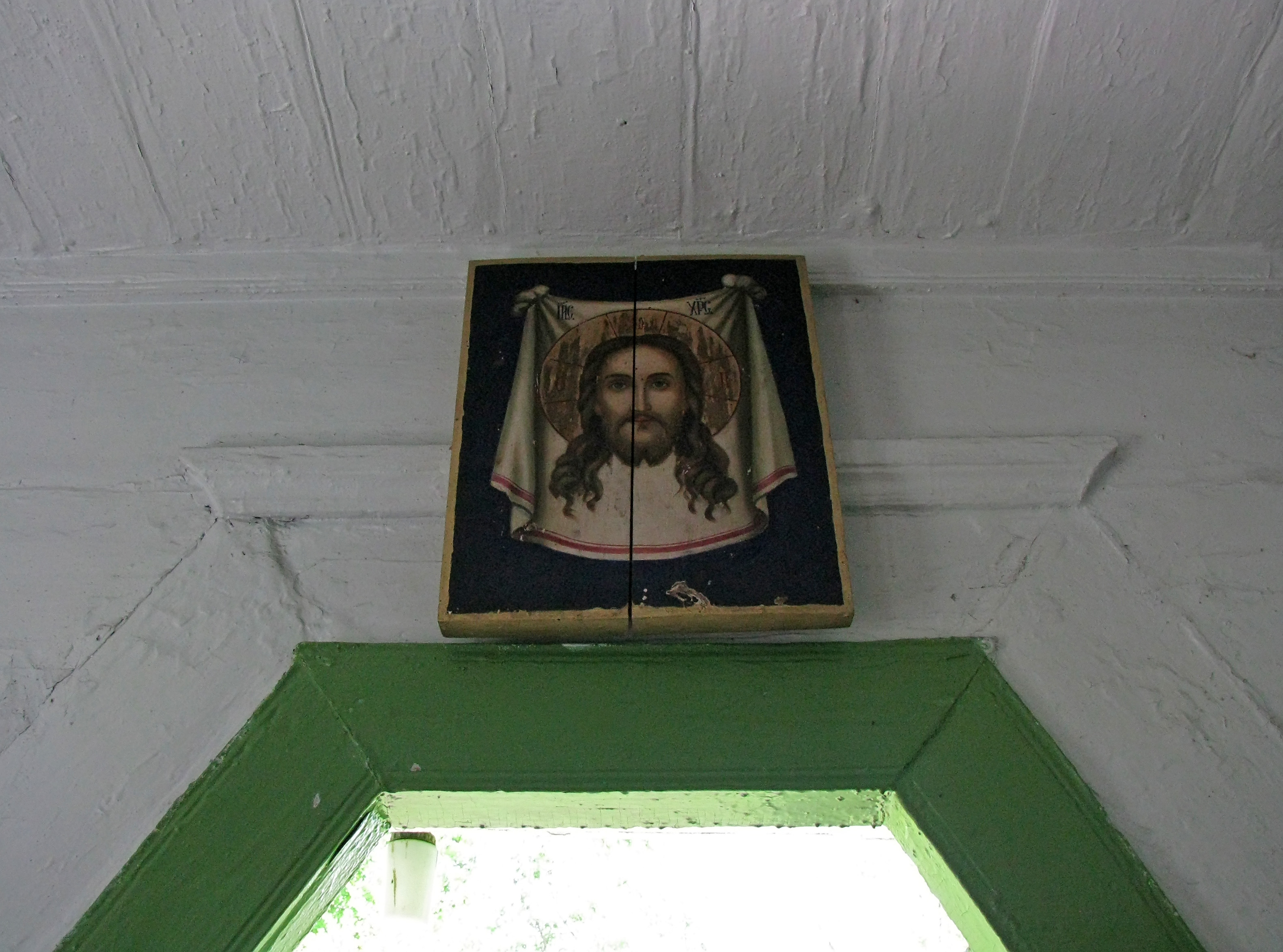